# Sonda (Estónia)

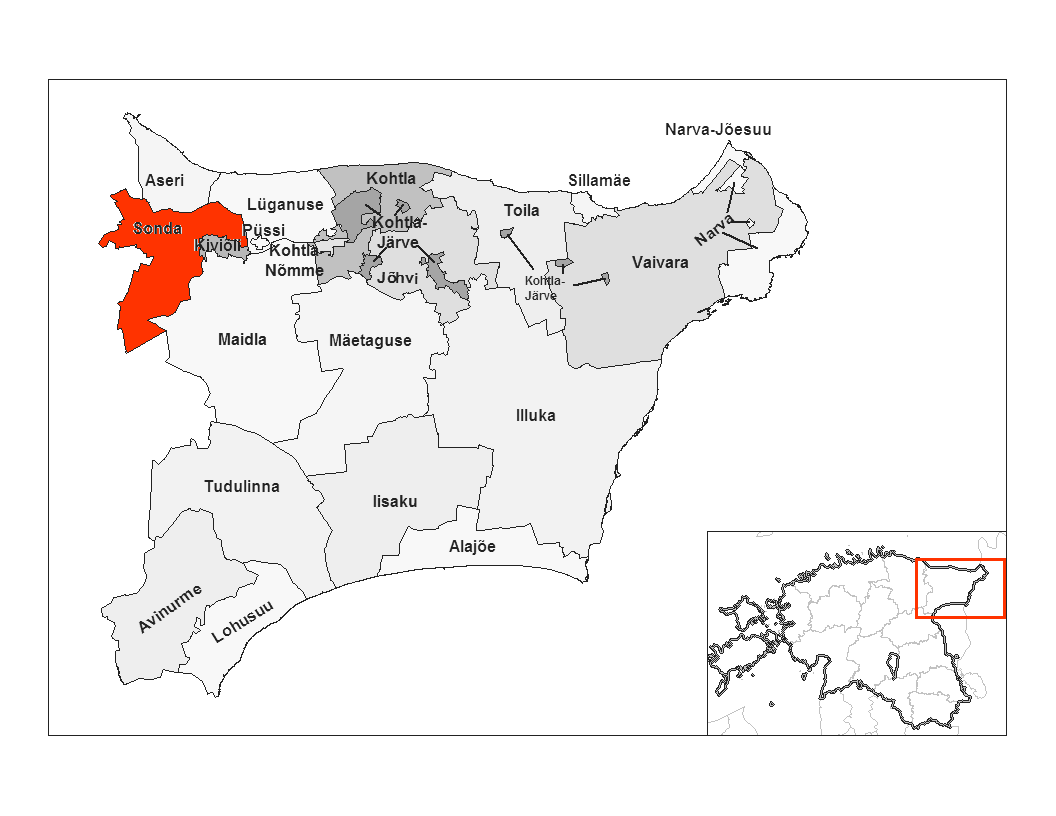
Localização de Sonda

Brasão de armas de Sonda

Sonda (estoniano: Sonda vald) é um município estoniano localizado na região de Ida-Viru. Sua população é de 1.019 habitantes (censo de 2006) e uma área de 161 km².

## Relações externas
- Site Oficial de Sonda (em estoniano)